# Song Taizu
Song Taizu (zijn persoonlijke naam was Zhao Kuangyin) (927 - 14 november 976) was de stichter van de Chinese Song-dynastie (960-1279). Hij regeerde van 960 tot 976.